# Listă de telenovele românești
Aceasta este o listă de telenovele românești difuzate pe diferite canale de televiziune din România (Acasă TV, Antena 1, Happy Channel, Pro TV și Prima TV) într-un interval de timp, clasificate într-un tabel în ordine cronologică, după anii când au avut loc premierele și debutul lor.
Primul serial TV românesc, În familie, a fost realizat de Prima TV în 2002. Din distribuție făceau parte mulți actori care s-au regăsit ulterior și în alte producții TV de același gen sau sitcom-uri: Adela Popescu, Ana Maria Moldovan, Andreea Bibiri, Andrei Aradits, Clara Vodă, Cosmin Seleși, Cristian Popa, Denis Ștefan, Ioana Ginghină, Tili Niculae, etc.
Prima telenovelă românească oficială, Numai iubirea, a fost produsă de MediaPro Pictures și difuzată pe Acasă TV și Pro TV în perioada 2004–2005. Din distribuție s-au făcut remarcați actori care au apărut mai târziu și în alte producții TV: Adela Popescu, Dan Bordeianu, Alexandru Papadopol, Oana Zăvoranu, Octavian Strunilă, Lucian Viziru ș.a.m.d.
În anii următori au mai fost realizate și alte telenovele românești (de gen romantic) dar și seriale TV de diferite genuri (dramă, comedie romantică, muzical...), care încorporează elemente specifice genului telenovelă. Pe lângă actorii menționați deja anterior, printre cei mai cunoscuți care au jucat în cadrul multor producții TV din această categorie se numără: Cristina Ciobănașu, Vlad Gherman, Dorian Popa, Alina Eremia, Diana Dumitrescu, Bogdan Albulescu, Cabral Ibacka, Andreea Ibacka, Augustin Viziru, Nicoleta Luciu, Doinița Oancea, Alina Pușcaș, Alina Chivulescu, Carmen Tănase, Constantin Cotimanis, Doru Ana, Elvira Deatcu, Mihai Călin, Adriana Trandafir, Marian Râlea, Maia Morgenstern, Gheorghe Visu, Marin Moraru, Stela Popescu și alții.
Producătorul general, regizorul, scenaristul și creatorul atât a majorității acestor telenovele, cât și a multor seriale TV românești este doamna Ruxandra Ion, supranumită și „mama telenovelelor românești”, „mama serialelor românești” și „doamna de fier a serialelor românești”.
Companiile de producție care au realizat majoritatea acestor telenovele și seriale TV sunt MediaPro Pictures si Intact Media Group.

## Telenovele
| An   | Telenovelă         | Premieră TV   | Gen                      | Canal(e) TV de difuzare | Companie de producție                         | Regie                                                                                   | Scenariu                           | Producător(i) (general, executiv), creator | Protagoniști                                       | Nr. de sezoane | Nr. de episoade | Final             | Referințe                          |  |
| ---- | ------------------ | ------------- | ------------------------ | ----------------------- | --------------------------------------------- | --------------------------------------------------------------------------------------- | ---------------------------------- | ------------------------------------------ | -------------------------------------------------- | -------------- | --------------- | ----------------- | ---------------------------------- |  |
| 2004 | Numai iubirea      | 2 octombrie   | Romantic, dramă          | Acasă TV și Pro TV      | MediaPro Pictures                             | Iura Luncașu, Paul Sorin Damian și Anatol Reghintovschi                                 | Eugen Patriche                     | Ruxandra Ion                               | Alexandru Papadopol, Corina Dănilă și Bianca Neagu | 2              | 100             | 26 iunie 2005     | [ 4 ] [ 5 ] [ 6 ]                  |  |
| 2005 | Lacrimi de iubire  | 19 septembrie | Romantic, dramă          | Acasă TV                | MediaPro Pictures                             | Iura Luncașu și Bogdan Tiberiu Dumitrescu                                               | Eugen Patriche                     | Ruxandra Ion și Andrei Boncea              | Adela Popescu și Dan Bordeianu                     | 1              | 200             | 3 iunie 2006      | [ 14 ] [ 15 ] [ 16 ]               |  |
| 2005 | Secretul Mariei    | 25 septembrie | Romantic, dramă          | Antena 1                | La Dolce Vita Production și Intact Production | Enrique Acosta                                                                          | Claudio Lacelli și Gabriel Corrado | Valeriu Lazarov și Patricia Veber          | Ioan Isaiu și Anemona Niculescu                    | 1              | 115             | 31 mai 2006       | [ 17 ] [ 18 ] [ 19 ]               |  |
| 2005 | Păcatele Evei      | 5 noiembrie   | Romantic, dramă          | Acasă TV                | MediaPro Pictures                             | Adrian Batista                                                                          | Eugen Patriche                     | Ruxandra Ion și Andrei Boncea              | Oana Zăvoranu și Alexandru Papadopol               | 1              | 46              | 2006              | [ 20 ] [ 21 ]                      |  |
| 2006 | Vocea inimii       | 10 septembrie | Romantic, dramă          | Antena 1                | La Dolce Vita Production și Intact Production | Mihai Bauman și Doina Zotinca                                                           | N/A                                | Valeriu Lazarov                            | Maria Dinulescu și Ioan Isaiu                      | 1              | 162             | 5 iunie 2007      | [ 22 ] [ 23 ] [ 24 ] [ 25 ]        |  |
| 2006 | Iubire ca în filme | 18 septembrie | Romantic, dramă          | Acasă TV                | MediaPro Pictures                             | Iura Luncașu și Bogdan Tiberiu Dumitrescu                                               | Simona Macovei și Sorina Ungureanu | Ruxandra Ion                               | Adela Popescu și Dan Bordeianu                     | 1              | 180             | 29 iunie 2007     | [ 26 ] [ 27 ] [ 28 ]               |  |
| 2006 | Daria, iubirea mea | 19 septembrie | Romantic, dramă          | Acasă TV                | MediaPro Pictures                             | Alexandru Fotea și Sebastian Voinea                                                     | Eugen Patriche și Sebastian Voinea | Ruxandra Ion                               | Adrian Ștefan și Victoria Răileanu                 | 2              | 110             | 2007              | [ 29 ] [ 30 ]                      |  |
| 2007 | Inimă de țigan     | 1 octombrie   | Romantic, dramă          | Acasă TV și Pro Cinema  | MediaPro Pictures                             | Iura Luncașu, Alexandru Fotea și Sebastian Voinea                                       | Simona Macovei și Sorina Ungureanu | Ruxandra Ion                               | Denis Ștefan și Andreea Ibacka                     | 1              | 126             | 1 iunie 2008      | [ 31 ] [ 32 ] [ 33 ]               |  |
| 2008 | Regina             | 29 septembrie | Romantic, dramă          | Acasă TV                | MediaPro Pictures                             | Iura Luncașu, Alexandru Fotea și Laurentiu Maronese                                     | Simona Macovei și Sorina Ungureanu | Ruxandra Ion                               | Diana Dumitrescu și Bogdan Albulescu               | 2              | 160             | 18 iunie 2009     | [ 34 ] [ 35 ]                      |  |
| 2009 | Aniela             | 14 septembrie | Romantic, dramă, epocă   | Acasă TV și Pro Cinema  | MediaPro Pictures                             | Iura Luncașu și Bogdan Tiberiu Dumitrescu                                               | Simona Macovei                     | Ruxandra Ion și Iura Luncașu               | Adela Popescu și Mihai Petre                       | 1              | 163             | 22 aprilie 2010   | [ 36 ] [ 37 ] [ 38 ] [ 39 ] [ 40 ] |  |
| 2010 | Iubire și onoare   | 20 septembrie | Romantic, dramă          | Acasă TV                | MediaPro Pictures                             | Iura Luncașu, Camelia Popa Alexandru Fotea, Bogdan Tiberiu Dumitrescu și Adrian Tapciuc | Simona Macovei și Sorina Ungureanu | Ruxandra Ion                               | Radu Vâlcan și Mădălina Drăghici                   | 1              | 140             | 24 iunie 2011     | [ 41 ] [ 42 ] [ 43 ] [ 44 ] [ 45 ] |  |
| 2010 | Narcisa sălbatică  | 20 septembrie | Romantic, dramă          | Antena 1                | Family Films                                  | Mihai Bauman, Catrinel Danaiata și Sebastian Voinea                                     | Gabriel Corrado                    | Giuliano Doman                             | Alina Pușcaș și Gabriel Duțu                       | 3              | 150             | 3 noiembrie 2011  | [ 46 ] [ 47 ] [ 48 ] [ 49 ] [ 50 ] |  |
| 2011 | Iubiri secrete     | 2 ianuarie    | Romantic, dramă, reality | Prima TV                | N/A                                           | Cătălin Stănciulescu, Alin Brancu, Edith Brașoveanu și Mihaela Noroc                    | Ștefan Marinescu                   | Angela Noroc                               | Alin Brancu și Cătălin Stănciulescu                | 7              | 323             | 16 decembrie 2014 | [ 51 ] [ 52 ]                      |  |
| 2013 | Îngeri pierduți    | 9 septembrie  | Romantic, dramă          | Acasă TV                | MediaPro Pictures                             | Laurențiu Maronese, Bogdan Tiberiu Dumitrescu și Mihai Bratila                          | Geo Caraman, Andreea Catana        | Ruxandra Ion și Ion Ducu                   | Diana Dumitrescu și Ioan Isaiu                     | 1              | 70              | 10 decembrie 2013 | [ 53 ] [ 54 ] [ 55 ] [ 56 ]        |  |
| 2014 | O nouă viață       | 2 februarie   | Romantic, dramă, muzical | Acasă TV                | MediaPro Pictures                             | Mihai Brătilă și Alexandru Fotea                                                        | Radu Grigore și Alexandru Molico   | Ruxandra Ion și Alex Cseh                  | Cristina Ciobănașu și Vlad Gherman                 | 1              | 45              | 17 aprilie 2014   | [ 57 ] [ 58 ] [ 59 ] [ 60 ] [ 61 ] |  |

## Seriale TV
În ultimii ani nu s-au mai realizat telenovele românești propriu-zise dar următoarele seriale TV cuprind elemente specifice unei telenovele. Genul principal al acestor seriale TV sunt dramă, comedie romantică sau muzical.
| An   | Serial TV                      | Premieră TV   | Gen               | Canal(e) TV de difuzare                | Companie de producție                       | Regie                                                                       | Scenariu                                                                                | Producător(i) (general, executiv), creator(i)            | Protagoniști                                   | Nr. de sezoane | Nr. de episoade | Final              | Referințe                                 |
| ---- | ------------------------------ | ------------- | ----------------- | -------------------------------------- | ------------------------------------------- | --------------------------------------------------------------------------- | --------------------------------------------------------------------------------------- | -------------------------------------------------------- | ---------------------------------------------- | -------------- | --------------- | ------------------ | ----------------------------------------- |
| 2002 | În familie                     | N/A           | Sitcom, dramă     | Prima TV                               | N/A                                         | Adrian Sitaru, Cosmina Popescu, Olga Avramov și Radu Jude                   | Ana-Valentina Florescu, Ruxandra Pop, Ruxandra Rusan, Sînziana Popescu și Teodor Dobrin | N/A                                                      | Adela Popescu și Denis Ștefan                  | 1              | 191             | N/A                | [ 1 ] [ 2 ] [ 3 ]                         |
| 2007 | Războiul sexelor               | 10 septembrie | Comedie romantică | Acasă TV                               | MediaPro Pictures                           | Vladimir Anton și Peter Kerek                                               | Radu Grigore și Geo Caraman                                                             | Ruxandra Ion                                             | Diana Dumitrescu și Alexandru Papadopol        | 2              | 150             | 18 iunie 2008      | [ 62 ] [ 63 ]                             |
| 2008 | Îngerașii                      | 15 septembrie | Comedie romantică | Acasă TV                               | MediaPro Pictures                           | Vladimir Anton, Mihai Brătilă, Bogdan Dreyer și Bogdan Dumitrescu           | Eugen Patriche, Radu Grigore și Geo Caraman                                             | Ruxandra Ion                                             | Adela Popescu și Ioan Isaiu                    | 2              | 215             | 24 iulie 2009      | [ 64 ] [ 65 ] [ 66 ]                      |
| 2008 | Doctori de mame                | 19 octombrie  | Dramă             | Acasă TV                               | MediaPro Pictures                           | Craig Lines, Shani Grewal și Peter Kerek                                    | Sînziana Popescu și Ilinca Stihi                                                        | Ruxandra Ion, Craig Lines și Shani Grewal și Peter Kerek | Vlad Zamfirescu și Maria Ploae                 | 1              | 30              | 7 decembrie 2008   | [ 67 ] [ 68 ]                             |
| 2011 | Pariu cu viața                 | 12 septembrie | Muzical, dramă    | Pro TV                                 | MediaPro Pictures                           | Iura Luncașu, Alexandru Fotea și Alexandru Borundel                         | Simona Macovei, Sorina Ungureanu, Radu Grigore și Alexandru Molico                      | Ruxandra Ion                                             | Alina Eremia și Dorian Popa                    | 4              | 57              | 5 iunie 2013       | [ 69 ] [ 70 ] [ 71 ] [ 72 ]               |
| 2017 | Când mama nu-i acasă           | 13 martie     | Dramă             | Antena 1, Happy Channel și Antena Play | Intact Media Group                          | Ruxandra Ion și Radu Grigore                                                | Simona Macovei                                                                          | Ruxandra Ion                                             | Cristina Ciobănașu și Vlad Gherman             | 2              | 22              | 26 iulie 2017      | [ 73 ] [ 74 ] [ 75 ] [ 76 ] [ 77 ] [ 78 ] |
| 2017 | O grămadă de caramele          | 17 septembrie | Dramă             | Antena 1 și Happy Channel              | Intact Media Group                          | Ruxandra Ion, Radu Grigore și Tudor Petremarin                              | Simona Macovei                                                                          | Ruxandra Ion                                             | Cristina Ciobănașu și Vlad Gherman             | 3              | 24              | 29 septembrie 2019 | [ 79 ] [ 80 ] [ 81 ] [ 82 ] [ 83 ]        |
| 2018 | Fructul oprit                  | 15 ianuarie   | Dramă             | Antena 1                               | Intact Media Group                          | Ruxandra Ion, Radu Grigore, Cătălin Bugeann și Paul Sorin Damian            | Simona Macovei și Radu Grigore                                                          | Ruxandra Ion                                             | Michaela Prosan și Petru Păun                  | 2              | 63              | 19 iunie 2019      | [ 84 ] [ 85 ] [ 86 ]                      |
| 2019 | Sacrificiul                    | 11 septembrie | Dramă             | Antena 1                               | Intact Media Group și Dream Film Production | Ruxandra Ion, Radu Grigore și Ciprian Nistorescu                            | Ruxandra Ion, Radu Grigore, Simona Macovei și Conrad Mericoffer                         | Ruxandra Ion și Bianca Popescu                           | Oana Cârmaciu și Denis Hanganu                 | 2              | 70              | 10 decembrie 2020  | [ 87 ] [ 88 ] [ 89 ] [ 90 ]               |
| 2021 | Adela                          | 14 ianuarie   | Dramă             | Antena 1                               | Intact Media Group și Dream Film Production | Ruxandra Ion, Radu Grigore, Bogdan Dumitrescu și Conrad Mericoffer          | Ruxandra Ion, Radu Grigore, Simona Macovei și Conrad Mericoffer                         | Ruxandra Ion                                             | Mara Oprea, Alecsandru Dunaev și Oana Moșneagu | 4              | 158             | 22 decembrie 2022  | [ 91 ] [ 92 ] [ 93 ]                      |
| 2023 | Lia - Soția soțului meu        | 12 ianuarie   | Dramă             | Antena 1                               | Intact Media Group și Dream Film Production | Ruxandra Ion, Radu Grigore și Bogdan Tiberiu Dumitrescu                     | Ruxandra Ion, Radu Grigore, Filip Columbeanu și Bianca Mina                             | Ruxandra Ion                                             | Ana Bodea și Ștefan Floroaica                  | 4              | 150             | 1 noiembrie 2024   | [ 94 ] [ 95 ] [ 96 ]                      |
| 2023 | Lasă-mă, îmi place! Camera 609 | 25 august     | Comedie romantică | Antena 1                               | Intact Media Group și Dream Film Production | Ruxandra Ion și Federico Favino                                             | Ruxandra Ion, Radu Grigore, Bogdan Cotlet și Bianca Minea                               | Ruxandra Ion                                             | Matei Negrescu și Anda Sârbei                  | 2              | 80              | 21 iunie 2024      | [ 97 ] [ 98 ] [ 99 ]                      |
| 2024 | Iubire cu parfum de lavandă    | 31 octombrie  | Dramă             | Antena 1                               | Intact Media Group și Dream Film Production | Ruxandra Ion, Federico Favino, Mircea Ghinescu și Nicolae Constatnin Tănase | Ruxandra Ion, Radu Grigore, Raluca Manescz și Oana Răsuceanu                            | Ruxandra Ion                                             | Adrian Nartea și Michaela Prosan               | 2              | TBD             | TBD                | [ 100 ] [ 101 ] [ 102 ]                   |
| 2025 | Ana, mi-ai fost scrisă în ADN  | 9 ianuarie    | Dramă             | Antena 1                               | Intact Media Group și Dream Film Production | Ruxandra Ion                                                                | Ruxandra Ion                                                                            | Ruxandra Ion                                             | Karina Jianu, Vlad Udrescu și Alina Chivulescu | 1              | TBD             | TBD                | [ 103 ] [ 104 ] [ 105 ]                   |

## Vezi și
- Ruxandra Ion
- Acasă TV
- Pro TV
- Antena 1
- Happy Channel
- Prima TV
- Acasă Gold
- Pro Cinema
- Voyo
- Antena Play
- MediaPro Pictures
- Intact Media Group
- Listă de seriale de televiziune românești
- Listă de programe de televiziune din România
- Listă de programe de televiziune umoristice din România